# 蒙森森特 (麻薩諸塞州)
蒙森森特（英語：Monson Center）是位於美國麻薩諸塞州漢登縣的一個普查規定居民點。

## 人口
根據2020年美國人口普查的數據，蒙森森特的面積為8.72平方千米，當中陸地面積為8.69平方千米，而水域面積為0.03平方千米。當地共有人口1952人，而人口密度為每平方千米223.85人。